# Hiszpania na Zimowych Igrzyskach Olimpijskich 2018
Hiszpania na Zimowych Igrzyskach Olimpijskich 2018 – występ kadry sportowców reprezentujących Hiszpanię na igrzyskach olimpijskich w Pjongczangu w 2018 roku.
W kadrze znalazło się 13 zawodników – 11 mężczyzn i 2 kobiety. Reprezentanci Hiszpanii wystąpili w jedenastu konkurencjach w pięciu dyscyplinach sportowych.
Funkcję chorążego reprezentacji Hiszpanii podczas ceremonii otwarcia igrzysk pełnił snowboardzista Lucas Eguibar, a podczas ceremonii zamknięcia – łyżwiarz figurowy Javier Fernández. Reprezentacja Hiszpanii weszła na stadion jako 38. w kolejności, pomiędzy ekipami ze Szwajcarii i Słowacji.
Po raz trzeci w historii reprezentanci Hiszpanii zdobyli medale na zimowych igrzyskach olimpijskich – wcześniej w 1972 roku w Sapporo złoto zdobył Francisco Fernández Ochoa, a w 1992 roku w Albertville brąz wywalczyła Blanca Fernández Ochoa. W Pjongczangu po raz pierwszy Hiszpanie wywalczyli dwa medale. Pierwszym medalistą został Regino Hernández w rozegranym 15 lutego snowboard crossie mężczyzn. Dwa dni później brąz w rywalizacji solistów w łyżwiarstwie figurowym wywalczył Javier Fernández. Dwa brązowe medale dały Hiszpanom 26. miejsce w klasyfikacji medalowej igrzysk, ex aequo z Nową Zelandią.
Był to 20. start reprezentacji Hiszpanii na zimowych igrzyskach olimpijskich i 43. start olimpijski, wliczając w to letnie występy.

## Statystyki według dyscyplin
| Lp.     | Dyscyplina            | Mężczyźni | Kobiety | Łącznie |
| ------- | --------------------- | --------- | ------- | ------- |
| 1       | Biegi narciarskie     | 2         | –       | 2       |
| 2       | Łyżwiarstwo figurowe  | 3         | 1       | 4       |
| 3       | Narciarstwo alpejskie | 2         | –       | 2       |
| 4       | Skeleton              | 1         | –       | 1       |
| 5       | Snowboarding          | 3         | 1       | 4       |
| Łącznie | Łącznie               | 11        | 2       | 13      |

## Zdobyte medale
| Medal | Zawodnik         | Dyscyplina           | Konkurencja              | Data      |
| ----- | ---------------- | -------------------- | ------------------------ | --------- |
| Brąz  | Regino Hernández | Snowboarding         | Snowboard cross mężczyzn | 15 lutego |
| Brąz  | Javier Fernández | Łyżwiarstwo figurowe | Soliści                  | 17 lutego |

## Skład reprezentacji

### Biegi narciarskie
| Konkurencja                                         | Zawodnik                        | Półfinały | Półfinały | Finały    | Finały   | Finały  |
| Konkurencja                                         | Zawodnik                        | Czas      | Miejsce   | Czas      | Strata   | Miejsce |
| --------------------------------------------------- | ------------------------------- | --------- | --------- | --------- | -------- | ------- |
| Sprint drużynowy mężczyzn stylem dowolnym           | Imanol Rojo Martí Vigo del Arco | 16:59,83  | 10. nq    | NQ        | NQ       | 19.     |
| Bieg indywidualny mężczyzn na 15 km stylem dowolnym | Imanol Rojo                     | —         | —         | 37:35,5   | +3:51,6  | 62.     |
| Bieg indywidualny mężczyzn na 15 km stylem dowolnym | Martí Vigo del Arco             | —         | —         | DNF       | DNF      | DNF     |
| Bieg łączony mężczyzn na 30 km                      | Imanol Rojo                     | —         | —         | 1:23:06,5 | +6:46,5  | 49.     |
| Bieg masowy mężczyzn na 50 km stylem klasycznym     | Imanol Rojo                     | —         | —         | 2:19:10,1 | +10:48,0 | 35.     |

### Łyżwiarstwo figurowe
| Konkurencja   | Zawodnik                     | Taniec krótki | Taniec krótki | Taniec dowolny | Taniec dowolny | Nota łączna | Nota łączna |
| Konkurencja   | Zawodnik                     | Punkty        | Miejsce       | Punkty         | Miejsce        | Punkty      | Miejsce     |
| ------------- | ---------------------------- | ------------- | ------------- | -------------- | -------------- | ----------- | ----------- |
| Soliści       | Javier Fernández             | 107,58        | 2. Q          | 197,66         | 4.             | 305,24      | 3.          |
| Soliści       | Felipe Montoya               | 52,41         | 29. nq        | NQ             | NQ             | 52,41       | 29.         |
| Pary taneczne | Sara Hurtado Kiriłł Chalawin | 66,93         | 12. Q         | 101,40         | 11.            | 168,33      | 12.         |

### Narciarstwo alpejskie
| Konkurencja            | Zawodnik         | Przejazd 1 | Przejazd 1 | Przejazd 2 | Przejazd 2 | Czas łączny | Miejsce |
| Konkurencja            | Zawodnik         | Czas       | Miejsce    | Czas       | Miejsce    | Czas łączny | Miejsce |
| ---------------------- | ---------------- | ---------- | ---------- | ---------- | ---------- | ----------- | ------- |
| Slalom mężczyzn        | Juan del Campo   | DNF        | DNF        | DNS        | DNS        | DNF         | DNF1    |
| Slalom mężczyzn        | Joaquim Salarich | 52,07      | 33.        | DNF        | DNF        | DNF         | DNF2    |
| Slalom gigant mężczyzn | Juan del Campo   | 1:13,39    | 39.        | DNF        | DNF        | DNF         | DNF2    |

### Skeleton
| Konkurencja    | Zawodnik        | Ślizg 1 | Ślizg 1 | Ślizg 2 | Ślizg 2 | Ślizg 3 | Ślizg 3 | Ślizg 4 | Ślizg 4 | Czas łączny | Miejsce |
| Konkurencja    | Zawodnik        | Czas    | Miejsce | Czas    | Miejsce | Czas    | Miejsce | Czas    | Miejsce | Czas łączny | Miejsce |
| -------------- | --------------- | ------- | ------- | ------- | ------- | ------- | ------- | ------- | ------- | ----------- | ------- |
| Ślizg mężczyzn | Ander Mirambell | 51,64   | 21.     | 52,06   | 26.     | 51,59   | 22.     | NQ      | NQ      | 2:35,29     | 23.     |

### Snowboarding
| Konkurencja              | Zawodnik          | Kwalifikacje | Kwalifikacje | Kwalifikacje | Kwalifikacje | 1/8   | 1/4  | 1/2  | Finał | Finał | Finał | Finał | Miejsce |
| Konkurencja              | Zawodnik          | P1           | P2           | W            | M            | 1/8   | 1/4  | 1/2  | P1    | P2    | P3    | W     | Miejsce |
| ------------------------ | ----------------- | ------------ | ------------ | ------------ | ------------ | ----- | ---- | ---- | ----- | ----- | ----- | ----- | ------- |
| Halfpipe kobiet          | Queralt Castellet | 71,50        | 45,50        | 71,50        | 5. Q         | —     | —    | —    | 59,75 | 67,75 | 43,75 | 67,75 | 7.      |
| Snowboard cross mężczyzn | Lucas Eguibar     | 1:18,42      | 1:14,45      | 1:14,45      | 26. Q        | DNF   | NQ   | NQ   | —     | —     | —     | NQ    | 33.     |
| Snowboard cross mężczyzn | Regino Hernández  | 1:13,67      | BYE          | 1:13,67      | 3. Q         | 3. Q  | 1. Q | 1. Q | —     | —     | —     | 3.    | 3.      |
| Snowboard cross mężczyzn | Laro Herrero      | 1:17,62      | 1:16,97      | 1:16,97      | 37. Q        | 5. nq | NQ   | NQ   | —     | —     | —     | NQ    | 38.     |